# Apostelin-Junia-Kirche

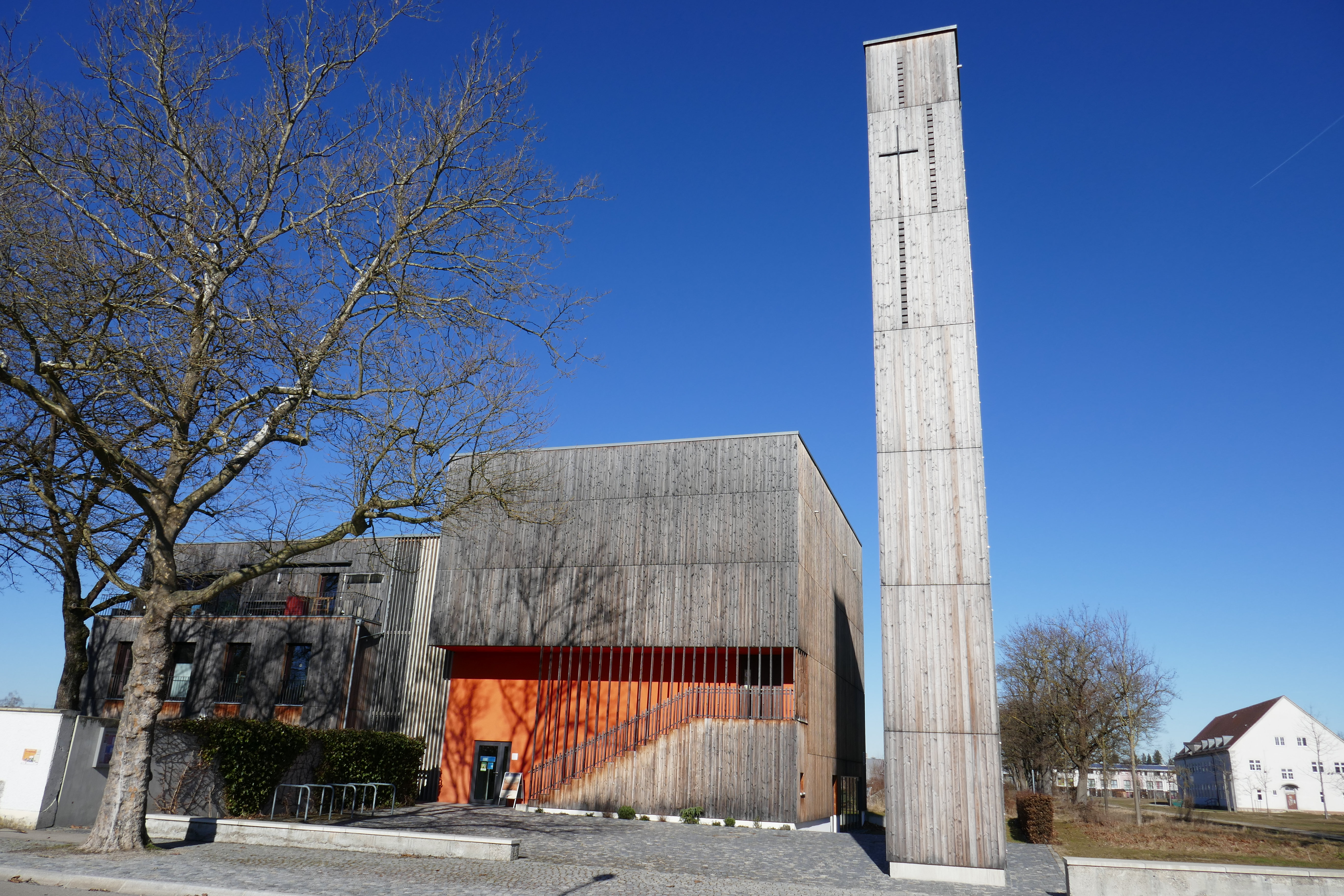
Die Apostelin-Junia-Kirche in Augsburg

Die Apostelin-Junia-Kirche ist ein in den Jahren 2009 bis 2012 errichteter Sakralbau der altkatholischen Gemeinde in Augsburg, benannt nach der Apostelin Junia.

## Baugeschichte
Die seit 1894 bestehende alt-katholische Gemeinde in Augsburg feierte ihre Gottesdienste zunächst in der Goldschmiedekapelle der evangelischen Kirche St. Anna, seit 1952 in der Heilig-Geist-Kapelle am Roten Tor.
Nachdem im Jahre 2005 Alexandra Caspari als eine der ersten Frauen im priesterlichen Dienst Pfarrerin in Augsburg wurde, verzeichnete die alt-katholische Kirche auch in Augsburg einen leichten Mitgliederzuwachs und eine allmähliche Verjüngung. So entstand 2009 die Idee, im Sheridan-Park eine eigene Kirche zu errichten. Am gesamten Prozess der Konzeption, Planung und Bauausführung war stets die gesamte Gemeinde beteiligt, wie es die synodalen Grundsätze der altkatholischen Kirche fordern.
Die Kirche wurde von dem Augsburger Architekten Frank Lattke geplant, der die Gemeinde während der dreijährigen Planungs- und Bauphase (2009 bis 2012) begleitete und den Menschen nichts „Fertiges“ vorlegen wollte, sondern sich auf einen gemeinsamen (synodalen) Entwicklungsprozess einließ. Anlässlich der Kirchweihe am 8. Juli 2012 durch Bischof Matthias Ring formulierte Lattke: „Die Gemeinde steht mit den Füßen auf dem Boden und blickt mit dem Herzen himmelwärts.“

### Lage
Die Apostelin-Junia-Kirche befindet sich in der Mitte des Augsburger Sheridan-Areals im Stadtteil Pfersee in der Nähe eines Parks mit altem Baumbestand. Ausgewachsene Laubbäume sowie eine hohe Mauer säumen die südliche Grundstücksgrenze. Die Südseite zum Park bildet einen öffentlichen Platz; die Ost- und Westseiten haben einen eher privaten und beschaulichen Charakter. Das Grundstück hat eine Größe von 1500 Quadratmetern.

### Raumprogramm

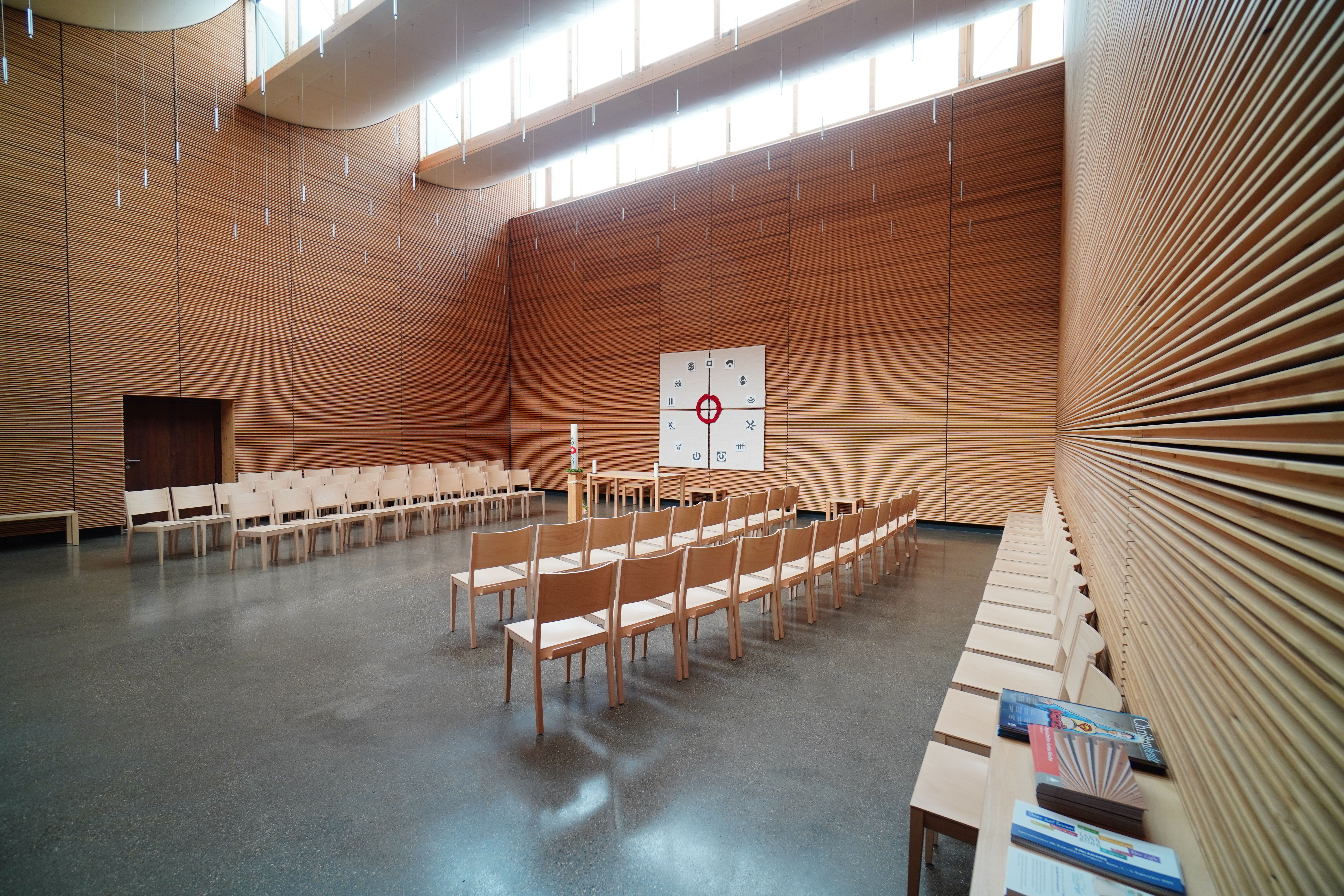
Sakralraum der Apostelin-Junia-Kirche

Der Sakralraum liegt erhöht über dem Gemeindesaal. Eine frei zugängliche, überdeckte Treppe führt in eine Loggia hinauf. Vom oberen Absatz der Treppe eröffnet sich ein freier Blick nach Süden in den Park und in Richtung der Augsburger Stadtmitte. Von dort wird auch der Kirchenraum betreten. Dieser bietet Platz für 80 bis 100 Gemeindeglieder. Die sichtbaren Holzflächen strahlen Wärme aus und sorgen für eine gute Raumakustik.
Der vollständig aus Holz errichtete, neun Meter hohe Raum ist annähernd würfelförmig. Es gibt keine sichtbaren Fenster, die den Blick nach außen ablenken könnten. Dennoch ist der Raum hell, denn vier Rundbögen spenden ihm Licht. Der Raum ist auf die Mitte konzentriert und öffnet sich ausschließlich nach oben, zum Himmel.
Die Gemeinderäume hingegen sind ebenerdig angeordnet und liegen ein wenig abgesenkt unterhalb des Kirchenraumes. Alle Bereiche, Kirchenraum wie auch Gemeinderäume, sind barrierefrei erschlossen. Der Gemeindesaal ist teilbar und besitzt einen eigenen Zugang zum Garten auf der Ostseite.
Der äußerlich schlichte Holzbau erfüllt zeitgemäße ökologische Standards. Neben der Kirche wurden zugleich ein Gemeindezentrum sowie ein Wohnhaus erbaut.

### Baukosten
Die Baukosten für das Ensemble von Kirche, Gemeindezentrum und Wohnhaus betrugen 2,3 Millionen Euro. Finanziert wurde der Bau durch Spenden und Darlehen anderer alt-katholischer Gemeinden. Daneben sind die Mieteinnahmen aus den drei gemeindeeigenen Wohnungen Bestandteil der Finanzierung, ebenso wie die Einnahmen der Photovoltaikanlage auf dem Dach.